# Nicholas Le Poer Trench, 9. Earl of Clancarty

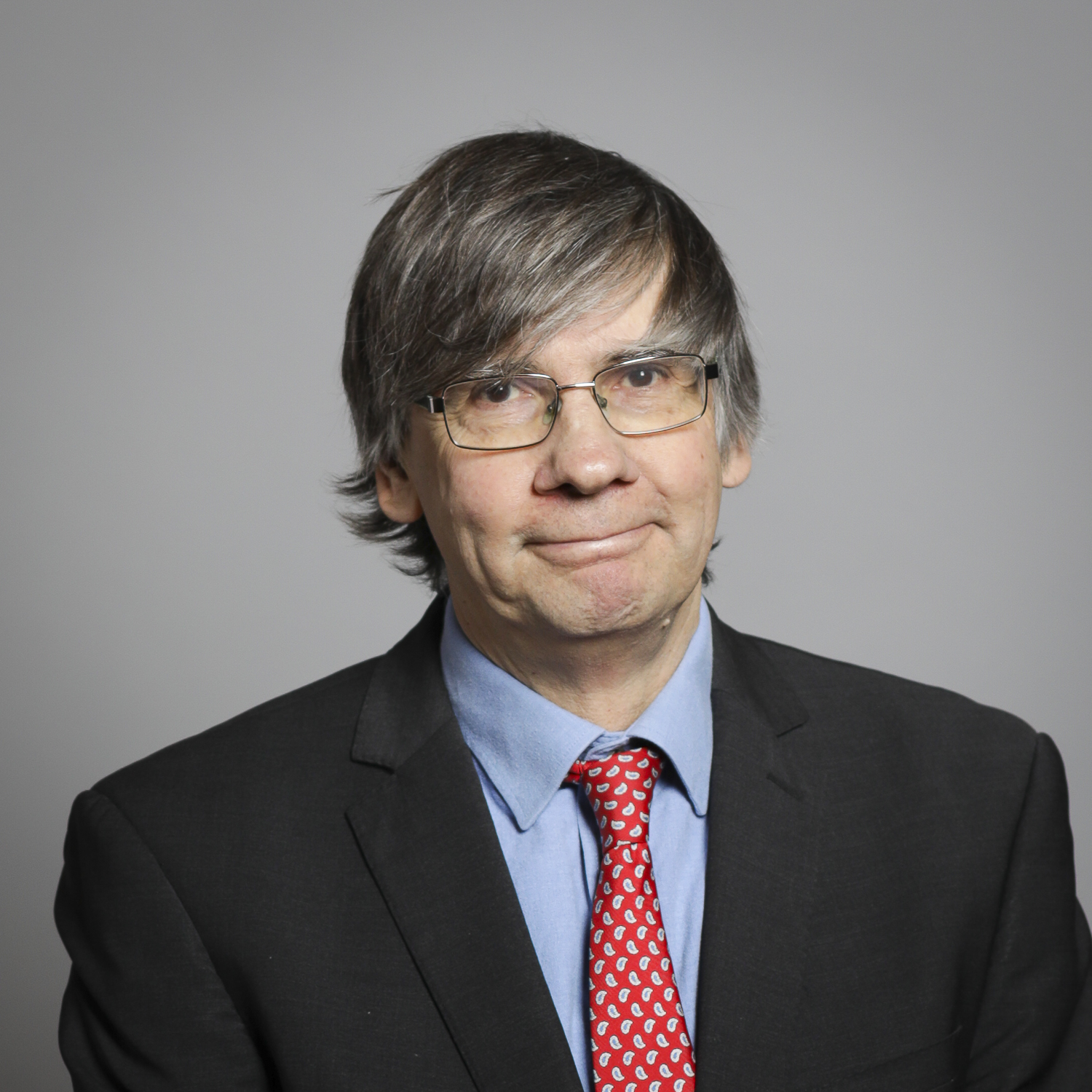
Nicholas Trench, 9. Earl of Clancarty, 2019

Wappen der Earls of Clancarty mit einem Herzschild der Markies van Heusden

Nicholas Power Richard Le Poer Trench, 9. Earl of Clancarty, 8. Marquess of Heusden (* 1. Mai 1952) ist ein britischer Politiker und Peer in der Peerage of Ireland. Er ist einer der gewählten Hereditary Peers, die als Crossbencher im House of Lords sitzen. Er ist außerdem Träger des niederländischen Adelstitels Markies van Heusden, der seinem Vorfahren Richard Trench, 2. Earl of Clancarty, für seine Verdienste als Botschafter in den Niederlanden 1815 verliehen worden war.

## Leben und Karriere
Trench wurde als einziger Sohn von Power Edward Ford Le Poer Trench (1917–1975), dem zweiten Sohn aus der zweiten Ehe von William Frederick Le Poer Trench, 5. Earl of Clancarty, und Jocelyn Louise Courteney († 1962) geboren. Er hat eine Schwester, die jünger ist als er, Caroline Jessica Mary (* 3. Dezember 1954). Diese ist Malerin und Grafikerin.
Er besuchte die Ashford Grammar School in Ashford in der Grafschaft Middlesex und das Polytechnikum in Plymouth (Plymouth Polytechnic), welches zur University of Plymouth gehört. Außerdem studierte in den Vereinigten Staaten an der University of Colorado in Denver, Colorado und Boulder, Colorado.
Trench ist freischaffender Künstler. Er betätigte sich als Maler, Schriftsteller, Übersetzer und Filmemacher. Als Künstler verwendet er den Namen Nick Trench. Er betreibt einen Blog.
Trench präsentiert seine Werke seit den 1980er Jahren auf Ausstellungen. 2007 hatte er eine Einzelausstellung in der Hepsibah Gallery in London. 2010 war er an der Gruppenausstellung At Play ii im South Hill Park Arts Centre in Bracknell, Berkshire beteiligt. 2007 präsentierte er in der Ausstellung HOME  in der Penny School Gallery in Kingston upon Thames, Surrey seine Bilder und Gemälde in einer Doppelausstellung erstmals gemeinsam mit seiner Schwester Caroline Le Poer Trench (als Künstlerin: Cally Trench).
Er ist Sekretär (Secretary) der Dysart Press Ltd, eines Medienunternehmens, welches sich auf Journalismus und Übersetzungsarbeit spezialisiert hat.
Trench lebt in London, ist verheiratet und hat eine Tochter.

## Mitgliedschaft im House of Lords
Trench gehörte seit dem Tod seines kinderlosen Onkels Brinsley Le Poer Trench, 8. Earl of Clancarty (1911–1995), dessen Titel er erbte, dem House of Lords an. Seinen Sitz nahm er offiziell am 24. Mai 1996 ein und hielt seine Antrittsrede am 15. Mai 1996. Im Oberhaus sitzt er als Crossbencher. Seinen Sitz nahm er als Viscount Clancarty ein, da dieser Titel Teil der Peerage of the United Kingdom ist, während der Titel Earl of Clancarty zur Peerage of Ireland gehört und auch vor 1999 nicht mit einer Mitgliedschaft im House of Lords verbunden war.
Durch den House of Lords Act 1999 endete seine Mitgliedschaft am 11. November 1999. Trench kandidierte erfolglos bei der Wahl für einen der 28 Sitze für Crossbencher. Er belegte Platz 37 von 79 Kandidaten.
Bei vier Nachwahlen für amtierende Hereditary Peers kandidierte er ohne Erfolg; in zwei Fällen erreichte er dabei den zweiten Platz. Am 23. Juni 2010 wurde bekanntgegeben, dass er die Nachwahl anlässlich des Todes von Mark Colville, 4. Viscount Colville of Culross, der im April 2010 verstorben war, gewonnen hatte. Trench nahm seinen Sitz am 1. Juli 2010 ein.
Als seine politischen Schwerpunkte gibt er auf der offiziellen Webseite des House of Lords Kunst und Kultur, Öffentliche Wohlfahrt und Bildung an. Als Staaten von besonderem Interesse nennt er Frankreich, Deutschland und die Niederlande.